# Steleon
Als Steleon (altgriechisch στελεόν steleón, deutsch ‚Stiel‘) wurde eine Form des Kochgeschirrs im antiken Griechenland bezeichnet.
Steleon bedeutet in etwa Henkel oder Griff und wurde wohl für eine Pfanne mit einem langen Griff verwendet. Stelea sind nur aus der literarischen Überlieferung bei Athenaios bekannt.

## Belege
1. ↑  Athenaios 169b